# لیاویانگ
لیاویانگ (به لاتین: Liaoyang) یک شهر مرکزی در جمهوری خلق چین است که در لیائونینگ واقع شده‌است.

## خصوصیات
لیاویانگ ۴٬۷۳۱ کیلومترمربع مساحت و ۱٬۸۵۹٬۷۶۸ نفر جمعیت دارد و ۲۹ متر بالاتر از سطح دریا واقع شده‌است.

## خواهرخوانده
شهر سرژی خواهرخواندهٔ لیاویانگ هست.